# Michael Jovy
Ernst Michael Jovy, Pseudonym meik, (* 9. März 1920 in Gladbeck; † 19. Januar 1984 in Rom) war ein deutscher Widerstandskämpfer, Diplomat und Gerechter unter den Völkern. Er war Führer bündischer Jugendgruppen und maßgeblich am Aufbau der Deutschen Jungenschaft nach dem Zweiten Weltkrieg beteiligt.

## Leben
Jovy, der Sohn des gleichnamigen parteilosen Oberbürgermeisters von Gladbeck, war zur Zeit des Nationalsozialismus Mitglied einer oppositionellen Jungenschaftsgruppe im Rheinland. Wie viele andere bündische Gruppen suchten die Jungen einen Weg aus den Zwängen der NS-Diktatur und der Hitlerjugend zu finden. Nach dem Vorbild der verbotenen dj.1.11 entwickelte sich eine eigene bündische Gruppenkultur.
Auf Fahrten nach Frankreich kam die Gruppe um Jovy in Kontakt mit dem jugendbewegten Emigranten Karl Otto Paetel. Diese Begegnung stieß unter den Gruppenmitglieder Diskussionen an, die zu einer Politisierung des Kreises führten. Man begab sich in geistige Opposition und letztlich auch in den politischen Widerstand.
Ende 1939 verhaftete die Gestapo die Mitglieder der Jovy-Gruppe. 1940 und 1941 wurden die Mitglieder wegen „bündischer Umtriebe“ und „Vorbereitung zum Hochverrat“ angeklagt. Michael Jovy wurde als Hauptangeklagter zu sechs Jahren Zuchthaus verurteilt. Später resümierte er über diese Verurteilung:

„Wir werden auf die anklagebank geführt. Schwerbewaffnete polizei steht hinter uns. Hat der „führer“ soviel angst vor dem freiheitswillen einiger jungen. […]“

Obwohl er aus dem Zuchthaus Kontakt mit den sogenannten Edelweißpiraten aufnahm, einer anderen oppositionellen Jugendgruppe in Köln, wurde aus diesem Kontakt nichts. Ab 1944 wurde er mit dem Bewährungsbataillon 999 an die Front abkommandiert. Von hier gelang ihm am 1. November 1944 die Flucht.
Nach dem Krieg studierte er Geschichte, Philosophie und Öffentliches Recht an der Universität zu Köln. Jovy war zusammen mit Walter Scherf besonders aktiv beim Aufbau einer Nachkriegsjungenschaft und gab jugendbewegte Zeitungen heraus. Nach seiner Dissertation im Jahr 1952 zum Thema „Jugendbewegung und Nationalsozialismus“, die kurz nach Jovys Tod als Buch erschien, nahm er seine Tätigkeit im diplomatischen Dienst auf. Eine weitere Betätigung in der Jugendbewegung erschwerte sich dadurch. Jovy war unter anderem Botschafter der Bundesrepublik Deutschland in Guyana (ab 1966), im Sudan (bis 1977), in Algier (1977–1979) und in Bukarest (1980), später auch Gesandter in Rom. Im Jahr 1970 Jovy kritisierte den apologetischen Bericht des Südafrika-Botschafters und ehemaligen Schutzstaffel-Mitglieds Gustav Adolf Sonnenhols über Apartheid.
Am 18. November 1982 ehrte die jüdische Gedenkstätte Yad Vashem Michael Jovy als Gerechten unter den Völkern. Der israelische Botschafter sprach damals zu Ehren von Michael Jovy in Rom folgende Worte:

„Ein mutiger Deutscher, einer von denen, die es wagten, die Kräfte des Bösen herauszufordern. […]“

## Schriften
- Jugendbewegung und Nationalsozialismus. Analyse ihrer Zusammenhänge und Gegensätze. Versuch einer Klärung. Lit-Verlag, Münster 1984, ISBN 3-88660-017-3 (Druck der Dissertation von 1952).

## Auszeichnungen
- 1964: Officier de l’Ordre de la Valeur du Cameroun
- 1968: Verdienstkreuz am Bande des Verdienstordens der Bundesrepublik Deutschland
- 1972: Officier de l’Ordre national du Mali (Offizierskreuz)
- 1976: Verdienstkreuz 1. Klasse des Verdienstordens der Bundesrepublik Deutschland
- 1977: Orden der Beiden Nile 1. Klasse des Sudan